# Andrés Muruais Rodríguez
Andrés Leandro Muruais Rodríguez (Pontevedra, 1851 - Id., 1882) fou un poeta gallec de finals del segle xix. Les seves obres reflecteixen el mode de vida de la societat gallega de l'època i va ser un dels referents literaris del moviment poètic denominat generació del 68 o generació de Fonseca. El seu activisme polític i social intens es va truncar amb la seva prematura mort als 31 anys.

## Biografia
Va néixer a Pontevedra el 30 de novembre de 1851. Va ser el gran de tres germans. Un any després naixeria el seu germà Jesús i pocs anys més tard, la seva germana Soledad. La seva mare, Soledad Rodríguez, era una burgesa de Pontevedra, el seu pare, Juan Muruais, natural de Santiago de Carril, era catedràtic de matemàtiques de l'Institut d'aquesta ciutat. Va quedar orfe de pare molt aviat, ja que Juan va morir quan Andreu encara no havia complert els 4 anys. L'absència de pare va fer d'Andrés un jove una mica díscol. Estudiant mediocre, va aconseguir acabar els seus estudis de batxillerat als Instituts de Pontevedra i Orense, per matricular-se, el 1869, a la Facultat de Medicina de Santiago de Compostel·la. Va ser en la seva etapa com a estudiant universitari, quan va començar a escriure els seus primers poemes i peces teatrals. S'adherí al moviment que propugnava una Galícia dins un Estat federal cantonal. Anomenat «El diable de Galícia» a causa de la seva hiperactivitat i caràcter rebel (apedregava casinos, es burlava del clergat, assetjava el burgès) va liderar un grup d'estudiants anomenat «El batalló de Fonseca», entre els quals hi havia Alfredo Vicenti, Manuel Curros Enríquez i Waldo Álvarez Insua, entre d'altres. Acabada la carrera, el 1875, es va traslladar amb el seu germà Jesús a Madrid. Allí va assistir a les reunions de La Galícia Literaria, cenacle literari constituït pels poetes gallecs que llavors residien a la capital d'Espanya (Francisco Añón, Teodosio Vesteiro, Manuel Curros Enríquez, Celso García de la Rega, Evaristo Vázquez, el seu germà Jesús, etc.). El seu impetuós caràcter va provocar una acalorada disputa al si del grup que seria el preàmbul de la dissolució de l'associació. La seva estada a Madrid és breu, ja que l'enyorança per la terra el consumeix. Torna al cap de poc temps per exercir com a metge a la localitat pontevedresa de Catoira.
La seva trajectòria literària va començar en 1873, en els diaris pontevedrencs El Deber i La Constancia, on va escriure cròniques d'actualitat sota el pseudònim de Teucro. Va compondre un parell de peces teatrals que van ser representades al seu dia amb relatiu èxit: contratemps d'un vell verd (1874) i La Hija del Timonel (1878). Però on va destacar va ser a l'àmbit de la poesia. Va escriure indistintament en gallec i en castellà, si bé els seus més celebrats poemes van ser escrits en la seva llengua vernacla: Unha de paus (1875), O bautismo (1878) i Cousas de mozos. Els seus poemes de joventut van ser publicats en el fulletó de El Deber i La Constancia el 1874, conformant un volum titulat Cantos inarmónicos. La temàtica dels seus poemes és de costums, si bé els seus primers poemes destil·len un erotisme que ratlla en allò obscè (Ahí me las den todas, Susana. Leyenda Bíblica, Escena Sacrosanta). Tot i que amb el temps suavitzaria el to, sempre va conservar un matís picaresc. Va ser un anticlerical militant i molts de les seves composicions en donen prova (Anochecer en Belvis, Dos religiones). El 1876, va crear el personatge mitològic de l'Urco, que donaria vida als carnavals de la ciutat. Va participar en els Jocs Florals de Pontevedra de 1880, on va obtenir un premi pel seu Himne a Galícia. Va impulsar la música coral, fundant l'orfeó «Els Amics». Faltant pocs dies per complir el seu trenta-dosè aniversari, el 21 de novembre de 1882, Andrés Muruais va morir a causa d'una tuberculosi contreta mesos abans. En honor seu, els poetes gallecs van realitzar una Corona Fúnebre en la seva memòria.

## Obra literària
| [[:Image:\|Himno a Galicia (1880)]]                           |
| [[Fitxer:\|180px\|noicon]]                                    |
| Música: Felipe Paz Carbajal, letra: Andrés Muruais Rodríguez. |
|                                                               |

- Percances de un viejo verde (teatre)
- La filla del Timoner (teatre)
- Cants Inharmònics i altres poemes (Poesia)
- La Revista de la Setmana (Cròniques)
- Regnat i mort de l'Urco (Col·lecció de documents en prosa i vers del carnaval de 1876 a Pontevedra)